# Керксвилл
Керксвилл (англ.  Kirksville ) — город и административный центр округа Адэр в штате Миссури США.

## Описание
Находится в северо-восточном Миссури, примерно в 90 милях (145 км) к северу от Колумбии, недалеко от реки Харитон. Основанный около 1841 года как административный центр округа, он был известен как Лонг-Пойнт и Хопкинсвилл, прежде чем был переименован в честь Джесси Кирка, одного из первых жителей. Неподалеку произошло небольшое сражение Гражданской войны в США (1862 г.). Керксвилл — центр переработки, торговли и доставки зерна и скота. Легкая промышленность города включает медицинское оборудование, обувь, бланки деловых бумаг и автомобильные детали. В городе действуют Университет Трумэн (1867 г.) и колледж остеопатической медицины Кирксвилла.

## Население
| 2010   | 2020    |
| ------ | ------- |
| 17 505 | ↗17 530 |

## Известные уроженцы
- Расти Дрейпер (1923-2003) — известный кантри-музикант и телевидущий.